# Cardedu
Cardedu är en ort och kommun i provinsen Nuoro i regionen Sardinien i sydvästra Italien. Kommunen hade 1 928 invånare (2017).